# Ван Бентум, Конни
Конни ван Бентум (нидерл. Conny van Bentum, род. 12 августа 1965) — голландская спортсменка, пловчиха, многократная призёрша чемпионатов мира по водным видам спорта и Летних Олимпийских игр 1980, 1984, 1988 годов. Ван Бентум установила 4 национальных голландских рекордов времени на короткой воде и 5 на длинной.

## Биография
Конни ван Бентум родилась 12 августа 1965 года в общине Барневелд, провинция Гелдерланд. Профессиональную карьеру пловчихи начала в 1980 году. Тренировалась в таких клубах как BZ&PC DWK и «De Dolfijn». В 1983 году была признана «Спортсменом года» в Нидерландах.
Первое участие ван Бентум на международной арене состоялось в 1980 году на Летних Олимпийских играх в Москве. В возрасте 14 лет и 343 дней она выступала в составе голландской команды в эстафете 4×100 м вольным стилем. С результатом 3:49:51 они заняли третье место, уступили первенство соперницам из Швеции (3:48:93 — 2е место) и Восточной Германии (3:42:71 — 1е место). Ввиду бойкота многими странами соревнований в Москве 1980 года, голландские спортсменки вышли под флагом Олимпийского комитета.
На Летней Олимпиаде 1984 года в Лос Анджелесе, ван Бентум вновь вошла в состав голландских пловчих. В эстафете 4×100 м вольным стилем её команда заняла второе место (3:44:40), уступив золотую награду пловчихам их США (3:43:43).
Вторая серебряная медаль была добыта на Летних Олимпийских играх 1988 года в Сеуле. Представляя Нидерланды в эстафете 4×100 м вольным стилем её команда с результатом 3:43:39 уступили золото соперницам из ГДР (3:40:63).